# Чемпіонат Туру WTA 2009, одиночний розряд
Вінус Вільямс була чинною чемпіонкою, але не змогла захистити свій титул, оскільки у фіналі її перемогла її сестра Серена з рахунком 6–2, 7–6(7–4). Після цієї перемоги Серена вдруге в кар'єрі завершила рік у ранзі 1-ї ракетки світу.

## Кваліфікація
1. Дінара Сафіна (Круговий турнір, знялась через травму спини)
2. Серена Вільямс (переможниця)
3. Світлана Кузнецова (Круговий турнір)
4. Каролін Возняцкі (півфінал, знялася через розтягнення в лівій частині черева)
5. Дементьєва Олена В'ячеславівна (Круговий турнір)
6. Вікторія Азаренко (Круговий турнір, знялася через судоми)
7. Вінус Вільямс (фінал)
8. Єлена Янкович (півфінал)

## Запасні
1. Віра Звонарьова (замінила Сафіну) (Круговий турнір, знялась через травму щиколотки)
2. Агнешка Радванська (Замінила Звонарьову) (Круговий турнір)

## Сітка

### Легенда
| - Q = Кваліфаєр - WC = Вайлд-кард - LL = Щасливий лузер | - Alt = Заміна - SE = Виняток - PR = Захищений рейтинг | - w/o = Без гри - r = Зняття - d = Присуджено перемогу |

### Фінальна частина
|  | Півфінали | Півфінали        | Півфінали     | Півфінали | Півфінали |               |                | Фінал | Фінал | Фінал | Фінал | Фінал |
|  |           |                  |               |           |           |               |                |       |       |       |       |       |
|  | 2         | Серена Вільямс   | 6             | 0         |           |               |                |       |       |       |       |       |
|  | 4         | Каролін Возняцкі | 4             | 1r        |           |               |                |       |       |       |       |       |
|  | 4         | Каролін Возняцкі | 4             | 1r        |           | 2             | Серена Вільямс | 6     | 7     |       |       |       |
|  |           |                  |               |           |           | 2             | Серена Вільямс | 6     | 7     |       |       |       |
|  |           | 7                | Вінус Вільямс | 2         | 64        |               |                |       |       |       |       |       |
|  | 7         | 7                | Вінус Вільямс | 2         | 64        | Вінус Вільямс | 5              | 6     | 6     |       |       |       |
|  | 7         |                  |               |           |           | Вінус Вільямс | 5              | 6     | 6     |       |       |       |
|  | 8         | Єлена Янкович    | 7             | 3         | 4         |               |                |       |       |       |       |       |

### Біла група
|       |                                                  | Сафіна Звонарьова Радванська          | Возняцкі                         | Азаренко                              | Янкович                 | Матчів В–П | Сетів В–П   | Геймів В–П      | Положення |
| 1 ALT | Дінара Сафіна Віра Звонарьова Агнешка Радванська |                                       | 0–6, 7–6(3), 4–6 (w/ Звонарьова) | 4–6, 7–5, 4–1 знялася (w/ Радванська) | 1–1 знялася (w/ Сафіна) | 0–1 1–0    | 0–0 1–2 2–1 | 1–1 11–18 17–12 | X 4       |
| 4     | Каролін Возняцкі                                 | 6–0, 6–7(3), 6–4 (w/ Звонарьова)      |                                  | 1–6, 6–4, 7–5                         | 2–6, 2–6                | 2–1        | 4–4 (50%)   | 36–38 (48,6%)   | 2         |
| 6     | Вікторія Азаренко                                | 6–4, 5–7, 1–4 знялася (w/ Радванська) | 6–1, 4–6, 5–7                    |                                       | 6–2, 6–3                | 1–2        | 4–4 (50%)   | 39–36 (52%)     | 3         |
| 8     | Єлена Янкович                                    | 1–1 знялася (w/ Сафіна)               | 6–2, 6–2                         | 2–6, 3–6                              |                         | 2–1        | 2–2 (50%)   | 18–17 (51,4%)   | 1         |

За рівної кількості очок положення визначається: 1) Кількість перемог; 2) Кількість матчів; 3) Якщо двоє тенісисток після цього ділять місце, особисті зустрічі; 4) Якщо троє тенісисток після цього ділять місце, кількість виграних сетів, кількість виграних геймів; 5) Рішення організаційного комітету.

### Каштанова група
|   |                                | С Вільямс        | Кузнецова        | Дементьєва       | В Вільямс        | Матчів В–П | Сетів В–П   | Геймів В–П    | Положення |
| 2 | Серена Вільямс                 |                  | 7–6(6), 7–5      | 6–2, 6–4         | 5–7, 6–4, 7–6(4) | 3–0        | 6–1 (85,7%) | 44–34 (56,4%) | 1         |
| 3 | Світлана Кузнецова             | 6–7(6), 5–7      |                  | 6–3, 6–2         | 2–6, 7–6(3), 4–6 | 1–2        | 3–4 (42,9%) | 36–37 (49,3%) | 3         |
| 5 | Дементьєва Олена В'ячеславівна | 2–6, 4–6         | 3–6, 2–6         |                  | 3–6, 7–6(6), 6–2 | 1–2        | 2–5 (28,6%) | 27–38 (41,5%) | 4         |
| 7 | Вінус Вільямс                  | 7–5, 4–6, 6–7(4) | 6–2, 6–7(3), 6–4 | 6–3, 6–7(6), 2–6 |                  | 1–2        | 4–5 (44,4%) | 49–47 (51%)   | 2         |

За рівної кількості очок положення визначається: 1) Кількість перемог; 2) Кількість матчів; 3) Якщо двоє тенісисток після цього ділять місце, особисті зустрічі; 4) Якщо троє тенісисток після цього ділять місце, кількість виграних сетів, кількість виграних геймів; 5) Рішення організаційного комітету.